# Länsväg 121
De Zweedse weg 121 (Zweeds: Länsväg 121) is een provinciale weg in de provincies Skåne län en Blekinge län in Zweden en is circa 58 kilometer lang. De weg ligt in het zuiden van Zweden.

## Plaatsen langs de weg
- Pukavik
- Jämshög
- Olofström
- Vilshult
- Lönsboda
- Loshult/Killeberg

## Knooppunten
- E22 bij Pukavik
- Riksväg 15/Länsväg 116: start gezamenlijk tracé, bij Jämshög
- Länsväg 116: einde gezamenlijk tracé, bij Olofström
- Länsväg 119 en Riksväg 15: einde gezamenlijk tracé, bij Lönsboda
- Riksväg 23 bij Loshult/Killeberg